# Temporada 2010 de la NFL
La Temporada 2010 de la NFL fue la 91.ª edición de la National Football League. La temporada regular comenzó el jueves 9 de septiembre de 2010 en el Louisiana Superdome, hogar de los New Orleans Saints, campeones de la Super Bowl XLIV, y finalizó el 2 de enero de 2011. La Super Bowl XLV tuvo lugar el 6 de febrero de 2011 en el Cowboys Stadium, en Arlington, Texas.

## Calendario
La temporada regular de 2010 ha sido la primera en 5 cinco años en la que se utiliza una versión modificada del sistema de calendarios introducido en 2002, en el cual todos los equipos jugaran contra los demás al menos una vez cada cuatro años, y jugarán en los estadios de todos los equipos al menos una vez cada 8 años (a pesar de los partidos de la NFL International Series durante la temporada regular). Siguiendo el sistema original de 2002, debido a que los emparejamientos estaban estrictamente realizados por orden alfabético, aquellos equipos que jugasen contra franquicias de la AFC West deberían viajar tanto a Oakland como a San Diego en la misma temporada, mientras que aquellos que jugasen contra la NFC West deberían viajar hasta San Francisco y Seattle. En 2008, los New England Patriots y los New York Jets tuvieron que cruzar el país de costa a costa para viajar a esos cuatro destinos. En un esfuerzo por evitar que los equipos del Este tuvieran que viajar hasta la Costa Oeste en múltiples ocasiones durante una sola temporada, se acordó que solo tendrían que jugar contra un equipo del oeste (ya fuera de la AFC West o NFC West), y contra otro de la misma división, lo más cerca posible del centro del país. De esta manera, los equipos que viajan a Oakland, también jugarán en Denver, mientras que aquellos que van a San Diego, también jugarán en Kansas City. Para aquellos que jueguen contra la NFC West, si viajan a San Francisco, también viajarán a Arizona, mientras que los que les toca jugar en Seattle también lo harán en St. Louis.
El calendario completo de la temporada 2010 se publicó el martes 20 de abril, a las 7:00 p. m., hora de la Costa Este. Para esta temporada, los enfrentamientos intraconferencia e interconferencia fueron los siguientes:
| Intraconferencia                                                                                  | Interconferencia                                                                                  |
| ------------------------------------------------------------------------------------------------- | ------------------------------------------------------------------------------------------------- |
| - AFC Este vs. AFC Norte - AFC Oeste vs. AFC Sur - NFC Este vs. NFC Norte - NFC Oeste vs. NFC Sur | - AFC Este vs. NFC Norte - AFC Oeste vs. NFC Oeste - AFC Norte vs. NFC Sur - AFC Sur vs. NFC Este |

### Draft
La 75.ª edición del Draft de la NFL tuvo lugar en el Radio City Music Hall, en Nueva York, desde el 22 de abril hasta el 24. Fue la primera vez que el draft duraba 3 días en vez de dos. En este draft se eligieron 255 jugadores, divididos de la siguiente manera por posición:
| - 33 Cornerbacks - 30 Defensive ends - 29 Linebackers - 27 Wide receivers - 25 Defensive tackles | - 23 Offensive tackles - 20 Tight ends - 19 Safeties - 14 Quarterbacks - 13 Running backs | - 9 Offensive guards - 6 Centers - 3 Punters - 2 Fullbacks - 2 Kick returners |

#### Primera ronda del draft
| Selecciones de primera ronda del Draft de la NFL 2010 | Selecciones de primera ronda del Draft de la NFL 2010 | Selecciones de primera ronda del Draft de la NFL 2010 | Selecciones de primera ronda del Draft de la NFL 2010 | Selecciones de primera ronda del Draft de la NFL 2010 | Selecciones de primera ronda del Draft de la NFL 2010 |
| ----------------------------------------------------- | ----------------------------------------------------- | ----------------------------------------------------- | ----------------------------------------------------- | ----------------------------------------------------- | ----------------------------------------------------- |
| Pick                                                  | Equipo                                                | Jugador                                               | Pos.                                                  | Universidad                                           | Notas                                                 |
| 1                                                     | St. Louis Rams                                        | Sam Bradford                                          | QB                                                    | Oklahoma                                              |                                                       |
| 2                                                     | Detroit Lions                                         | Ndamukong Suh                                         | DT                                                    | Nebraska                                              |                                                       |
| 3                                                     | Tampa Bay Buccaneers                                  | Gerald McCoy                                          | DT                                                    | Oklahoma                                              |                                                       |
| 4                                                     | Washington Redskins                                   | Trent Williams                                        | OT                                                    | Oklahoma                                              |                                                       |
| 5                                                     | Kansas City Chiefs                                    | Eric Berry                                            | S                                                     | Tennessee                                             |                                                       |
| 6                                                     | Seattle Seahawks                                      | Russell Okung                                         | OT                                                    | Oklahoma State                                        |                                                       |
| 7                                                     | Cleveland Browns                                      | Joe Haden                                             | CB                                                    | Florida                                               |                                                       |
| 8                                                     | Oakland Raiders                                       | Rolando McClain                                       | LB                                                    | Alabama                                               |                                                       |
| 9                                                     | Buffalo Bills                                         | C. J. Spiller                                         | RB                                                    | Clemson                                               |                                                       |
| 10                                                    | Jacksonville Jaguars                                  | Tyson Alualu                                          | DT                                                    | California                                            |                                                       |
| 11                                                    | San Francisco 49ers                                   | Anthony Davis                                         | OT                                                    | Rutgers                                               | Trade desde Chicago, vía Denver                       |
| 12                                                    | San Diego Chargers                                    | Ryan Mathews                                          | RB                                                    | Fresno State                                          | Trade desde Miami                                     |
| 13                                                    | Philadelphia Eagles                                   | Brandon Graham                                        | DE                                                    | Michigan                                              | Trade desde San Francisco, vía Denver                 |
| 14                                                    | Seattle Seahawks                                      | Earl Thomas                                           | S                                                     | Texas                                                 | Trade desde Denver                                    |
| 15                                                    | New York Giants                                       | Jason Pierre-Paul                                     | DE                                                    | South Florida                                         |                                                       |
| 16                                                    | Tennessee Titans                                      | Derrick Morgan                                        | DE                                                    | Georgia Tech                                          |                                                       |
| 17                                                    | San Francisco 49ers                                   | Mike Iupati                                           | G                                                     | Idaho                                                 | Trade desde Carolina                                  |
| 18                                                    | Pittsburgh Steelers                                   | Maurkice Pouncey                                      | C                                                     | Florida                                               |                                                       |
| 19                                                    | Atlanta Falcons                                       | Sean Weatherspoon                                     | LB                                                    | Misuri                                                |                                                       |
| 20                                                    | Houston Texans                                        | Kareem Jackson                                        | CB                                                    | Alabama                                               |                                                       |
| 21                                                    | Cincinnati Bengals                                    | Jermaine Gresham                                      | TE                                                    | Oklahoma                                              |                                                       |
| 22                                                    | Denver Broncos                                        | Demaryus Thomas                                       | WR                                                    | Georgia Tech                                          | Trade desde New England                               |
| 23                                                    | Green Bay Packers                                     | Brian Bulaga                                          | OT                                                    | Iowa                                                  |                                                       |
| 24                                                    | Dallas Cowboys                                        | Dez Bryant                                            | WR                                                    | Oklahoma State                                        | Trade desde Philadelphia, vía Denver y New England    |
| 25                                                    | Denver Broncos                                        | Tim Tebow                                             | QB                                                    | Florida                                               | Trade desde Baltimore                                 |
| 26                                                    | Arizona Cardinals                                     | Dan Williams                                          | DT                                                    | Tennessee                                             |                                                       |
| 27                                                    | New England Patriots                                  | Devin McCourty                                        | CB                                                    | Rutgers                                               | Trade desde Dallas                                    |
| 28                                                    | Miami Dolphins                                        | Jared Odrick                                          | DT                                                    | Penn State                                            | Trade desde San Diego                                 |
| 29                                                    | New York Jets                                         | Kyle Wilson                                           | CB                                                    | Boise State                                           |                                                       |
| 30                                                    | Detroit Lions                                         | Jahvid Best                                           | RB                                                    | California                                            | Trade desde Minnesota                                 |
| 31                                                    | Indianapolis Colts                                    | Jerry Hughes                                          | DE                                                    | TCU                                                   |                                                       |
| 32                                                    | New Orleans Saints                                    | Patrick Robinson                                      | CB                                                    | Florida State                                         |                                                       |

### Pretemporada
El Pro Football Hall of Fame Game es el partido que da comienzo a la pretemporada año a año. Dicho partido se juega en el Fawcett Stadium, en Canton, Ohio. En este encuentro, además, se nombran los jugadores que pasan a entrar en el Salón de la fama de la NFL. Este año los elegidos fueron Russ Grimm, Rickey Jackson, Dick LeBeau, Floyd Little. John Randle, Jerry Rice y Emmitt Smith. El partido se jugó el 8 de agosto de 2010 y enfrentó a los Dallas Cowboys frente a los Cincinnati Bengals, con victoria de los primeros por 16-7. 
El resto de partidos de pretemporada fueron anunciados el 31 de marzo de 2010. Entre los jugados destaca el que enfrentó a los New York Giants y New York Jets, inaugurando el New Meadowlands Stadium, donde juegan ambos equipos. El partido de pretemporada perteneciente a la Bills Toronto Series enfrentó a los Buffalo Bills contra los Indianapolis Colts y se jugó en Toronto, el martes 19 de agosto, con un resultado de 34-21 a favor de los primeros.

### Temporada regular

#### Semana inaugural
El NFL Kickoff Game, partido inaugural de cada temporada, se jugó el martes 9 de septiembre de 2010. Empezó a las 8:35 p. m. EDT y enfrentaba al actual campeón de la Super Bowl, los New Orleans Saints, frente a los Minnesota Vikings, en casa de los primeros. Este encuentro era una revancha de la final de conferencia de la NFC del año pasado. Los Saints, al igual que en el anterior partido, se alzaron con la victoria, en esta ocasión por 14-9.
El 15 de marzo de 2010, la NFL anunció que tanto los New York Giants como los New York Jets jugarían como locales en la jornada inicial, para inaugurar el New Meadowlands Stadium. Los Giants jugaron el domingo a la 1 p. m. EDT contra los Carolina Panthers y los Jets jugaron el Monday Night Football contra los Baltimore Ravens la noche siguiente. En el último encuentro de la jornada, los San Diego Chargers viajaron a Kansas City para jugar su partido divisional contra los Kansas City Chiefs. Esta fue la primera vez que un equipo de fuera de la zona horaria de la montaña o del pacífico jugaba, u hospedaba, el último partido de la jornada, a las 10:15 p. m. EDT.

#### Sin equipos imbatidos tras la quinta semana
Mientras que en la temporada 2009 tanto los Indianapolis Colts como los New Orleans Saints llegaron a tener un balance de 13 victorias y 0 derrotas (los Colts incluso llegaron a 14-0), el 10 de octubre los Kansas City Chiefs fueron el último equipo invicto en perder, al hacerlo contra los Colts por 19-9.
Fue la primera vez desde 1970 que un equipo no llegaba a las 4 victorias sin perder, cuando los Denver Broncos, los Detroit Lions y Los Angeles Rams empezaron 3-0, pero perdieron todos en la cuarta semana.

#### International play
La temporada de 2010 incluyó el partido perteneciente a las NFL International Series, en el Wembley Stadium, en Londres. Los equipos elegidos para jugar este encuentro fueron anunciados el 15 de enero de 2010, siendo los San Francisco 49ers los que jugarían como locales contra los Denver Broncos el 31 de octubre de 2010, a las 1:00 p. m. hora de la Costa Este (5:00 p. m. hora GMT). Los 49ers ganaron 24-16, anotando 21 puntos en el último cuarto. El partido fue retransmitido por CBS. Los Kansas City Chiefs y Seattle Seahawks, quienes habían expresado su interés en anteriores partidos (con los Seahawks como locales), fueron candidatos a un segundo encuentro internacional de la NFL, pero los dirigentes de la liga desestimaron el plan de jugar dos partidos en el Reino Unido, alegando problemas debido a la situación económica.

## Clasificación durante la temporada regular
G = Ganados, P = Perdidos, E = Empatados, %= Porcentaje de victorias, PF= Puntos a favor, PC = Puntos en contra
 x  - clasificados para play offs   y  - campeón divisional  z  - campeón divisional y primera semana de descanso  (#)  - Nº de seed 

| AFC Este                   | AFC Este | AFC Este | AFC Este | AFC Este | AFC Este | AFC Este | AFC Este | AFC Este | AFC Este |
| Equipo                     | G        | P        | E        | %        | DIV      | CONF     | PF       | PC       | Racha    |
| -------------------------- | -------- | -------- | -------- | -------- | -------- | -------- | -------- | -------- | -------- |
| z (1) New England Patriots | 14       | 2        | 0        | .857     | 5–1      | 10–2     | 518      | 313      | W8       |
| x (6) New York Jets        | 11       | 5        | 0        | .688     | 4-2      | 9–3      | 367      | 304      | W1       |
| Miami Dolphins             | 7        | 9        | 0        | .438     | 2–4      | 5–7      | 275      | 332      | L3       |
| Buffalo Bills              | 4        | 12       | 0        | .250     | 1–5      | 3–9      | 283      | 425      | L2       |

| AFC Norte                  | AFC Norte | AFC Norte | AFC Norte | AFC Norte | AFC Norte | AFC Norte | AFC Norte | AFC Norte | AFC Norte |
| Equipo                     | G         | P         | E         | %         | DIV       | CONF      | PF        | PC        | Racha     |
| -------------------------- | --------- | --------- | --------- | --------- | --------- | --------- | --------- | --------- | --------- |
| z (2) Pittsburgh Steelersa | 12        | 4         | 0         | .750      | 5–1       | 9–3       | 375       | 232       | W2        |
| x (5) Baltimore Ravens     | 12        | 4         | 0         | .750      | 4–2       | 9–3       | 357       | 270       | W4        |
| Cleveland Browns           | 5         | 11        | 0         | .313      | 1–5       | 3–9       | 271       | 332       | L3        |
| Cincinnati Bengals         | 4         | 12        | 0         | .250      | 2–4       | 3–9       | 322       | 395       | L1        |

| AFC Sur                   | AFC Sur | AFC Sur | AFC Sur | AFC Sur | AFC Sur | AFC Sur | AFC Sur | AFC Sur | AFC Sur |
| Equipo                    | G       | P       | E       | %       | DIV     | CONF    | PF      | PC      | Racha   |
| ------------------------- | ------- | ------- | ------- | ------- | ------- | ------- | ------- | ------- | ------- |
| y (3) Indianapolis Coltsb | 10      | 6       | 0       | .625    | 4–2     | 7–5     | 445     | 388     | W4      |
| Jacksonville Jaguars      | 8       | 8       | 0       | .500    | 3–3     | 7–5     | 351     | 419     | L3      |
| Houston Texansc           | 6       | 10      | 0       | .375    | 3–3     | 4–8     | 390     | 427     | W1      |
| Tennessee Titans          | 6       | 10      | 0       | .375    | 2–4     | 3–9     | 356     | 339     | L1      |

| AFC Oeste                | AFC Oeste | AFC Oeste | AFC Oeste | AFC Oeste | AFC Oeste | AFC Oeste | AFC Oeste | AFC Oeste | AFC Oeste |
| Equipo                   | G         | P         | E         | %         | DIV       | CONF      | PF        | PC        | Racha     |
| ------------------------ | --------- | --------- | --------- | --------- | --------- | --------- | --------- | --------- | --------- |
| y (4) Kansas City Chiefs | 10        | 6         | 0         | .625      | 2–4       | 6–5       | 366       | 326       | L1        |
| San Diego Chargers       | 9         | 7         | 0         | .563      | 3–3       | 7–5       | 441       | 319       | W1        |
| Oakland Raiders          | 8         | 8         | 0         | .500      | 6–0       | 6–6       | 410       | 371       | W1        |
| Denver Broncos           | 4         | 12        | 0         | .250      | 1–5       | 3–9       | 344       | 471       | L1        |

| NFC Este                   | NFC Este | NFC Este | NFC Este | NFC Este | NFC Este | NFC Este | NFC Este | NFC Este | NFC Este |
| Equipo                     | G        | P        | E        | %        | DIV      | CONF     | PF       | PC       | Racha    |
| -------------------------- | -------- | -------- | -------- | -------- | -------- | -------- | -------- | -------- | -------- |
| y (3) Philadelphia Eaglesd | 10       | 6        | 0        | .625     | 4–2      | 7–5      | 439      | 377      | L2       |
| New York Giants            | 10       | 6        | 0        | .625     | 2–4      | 7–5      | 404      | 377      | W1       |
| Dallas Cowboyse            | 6        | 10       | 0        | .375     | 3–3      | 4–8      | 394      | 436      | W1       |
| Washington Redskinsc       | 6        | 10       | 0        | .375     | 2–4      | 4–8      | 303      | 377      | L1       |

| NFC Norte                | NFC Norte | NFC Norte | NFC Norte | NFC Norte | NFC Norte | NFC Norte | NFC Norte | NFC Norte | NFC Norte |
| Equipo                   | G         | P         | E         | %         | DIV       | CONF      | PF        | PC        | Racha     |
| ------------------------ | --------- | --------- | --------- | --------- | --------- | --------- | --------- | --------- | --------- |
| z (2) Chicago Bears      | 11        | 5         | 0         | .688      | 5–1       | 8–4       | 334       | 286       | L1        |
| x (6) Green Bay Packersf | 10        | 6         | 0         | .625      | 4–2       | 8-4       | 388       | 240       | W2        |
| Detroit Lionsg           | 6         | 10        | 0         | .375      | 2–4       | 5–7       | 362       | 369       | W4        |
| Minnesota Vikings        | 6         | 10        | 0         | .375      | 1–5       | 5–7       | 281       | 348       | L1        |

| NFC Sur                  | NFC Sur | NFC Sur | NFC Sur | NFC Sur | NFC Sur | NFC Sur | NFC Sur | NFC Sur | NFC Sur |
| Equipo                   | G       | P       | E       | %       | DIV     | CONF    | PF      | PC      | Racha   |
| ------------------------ | ------- | ------- | ------- | ------- | ------- | ------- | ------- | ------- | ------- |
| z (1) Atlanta Falcons    | 13      | 3       | 0       | .813    | 5–1     | 10–2    | 414     | 288     | W1      |
| x (5) New Orleans Saints | 11      | 5       | 0       | .688    | 4–2     | 9–3     | 384     | 307     | L1      |
| Tampa Bay Buccaneers     | 10      | 6       | 0       | .625    | 3–3     | 6–6     | 343     | 318     | W2      |
| Carolina Panthers        | 2       | 14      | 0       | .125    | 0–6     | 2–10    | 196     | 408     | L2      |

| NFC Oeste               | NFC Oeste | NFC Oeste | NFC Oeste | NFC Oeste | NFC Oeste | NFC Oeste | NFC Oeste | NFC Oeste | NFC Oeste |
| Equipo                  | G         | P         | E         | %         | DIV       | CONF      | PF        | PC        | Racha     |
| ----------------------- | --------- | --------- | --------- | --------- | --------- | --------- | --------- | --------- | --------- |
| y (4) Seattle Seahawksh | 7         | 9         | 0         | .438      | 4–2       | 6–6       | 311       | 407       | W1        |
| St. Louis Ramsd         | 7         | 9         | 0         | .438      | 3–3       | 5–7       | 289       | 328       | L1        |
| San Francisco 49ers     | 6         | 10        | 0         | .375      | 4–2       | 4–8       | 305       | 346       | W1        |
| Arizona Cardinals       | 5         | 11        | 0         | .313      | 1–5       | 3–9       | 289       | 434       | L1        |

aLos Pittsburgh Steelers se sitúan por encima de los Baltimore Ravens en la AFC North debido al balance divisional (Pittsburgh 5-1, Baltimore 4-2)

bLos Indianapolis Colts tienen el seed 3 por encima de los Kansas City Chiefs debido al resultado del enfrentamiento entre ambos (Victoria de Indianapolis)

cLos Houston Texans se sitúan por encima de los Tennessee Titans en la AFC South debido al balance divisional (Houston 3-3, Tennessee 2-4)

dLos Philadelphia Eagles se sitúan por encima de los New York Giants en la NFC East debido al resultado de los enfrentamientos entre ambos (2 victorias de Philadelphia)

eLos Dallas Cowboys se sitúan por encima de los Washington Redskins en la NFC East debido al balance divisional (Dallas 3-3, Washington 2-4)

fLos Green Bay Packers tienen el seed 6 por encima de los New York Giants y Tampa Bay Buccaneers debido al balance de los enfrentamientos comunes (Green Bay 0.486, Ney York 0.400, Tampa Bay 0.368)

g Los Detroit Lions se sitúan por encima de los Minnesota Vikings en la NFC North debido al balance divisional (Detroit 2-4, Minnesota 1-5)

h Los Seattle Seahawks se sitúan por encima de los St. Louis Rams en la NFC West debido al balance divisional (Seattle 4-2, St. Louise 3-3)

## Play offs
Los play offs de la temporada 2010/2011 comienzan el 8 de enero de 2011.
|  | Ronda Wild Card                      | Ronda Wild Card                      | Ronda Wild Card                      |   |             | Ronda divisional               | Ronda divisional               | Ronda divisional               |                                |                                | Finales de conferencia         | Finales de conferencia | Finales de conferencia |  |  | Super Bowl | Super Bowl | Super Bowl |
|  |                                      |                                      |                                      |   |             |                                |                                |                                |                                |                                |                                |                        |                        |  |  |            |            |            |
|  | 8 de enero – Lucas Oil Stadium       | 8 de enero – Lucas Oil Stadium       | 8 de enero – Lucas Oil Stadium       |   |             | 16 de enero – Gillette Stadium | 16 de enero – Gillette Stadium | 16 de enero – Gillette Stadium |                                |                                |                                |                        |                        |  |  |            |            |            |
|  | 8 de enero – Lucas Oil Stadium       | 8 de enero – Lucas Oil Stadium       | 8 de enero – Lucas Oil Stadium       |   |             | 16 de enero – Gillette Stadium | 16 de enero – Gillette Stadium | 16 de enero – Gillette Stadium |                                |                                |                                |                        |                        |  |  |            |            |            |
|  | 8 de enero – Lucas Oil Stadium       | 8 de enero – Lucas Oil Stadium       | 8 de enero – Lucas Oil Stadium       |   |             | 16 de enero – Gillette Stadium | 16 de enero – Gillette Stadium | 16 de enero – Gillette Stadium |                                |                                |                                |                        |                        |  |  |            |            |            |
|  | 8 de enero – Lucas Oil Stadium       | 8 de enero – Lucas Oil Stadium       | 8 de enero – Lucas Oil Stadium       |   |             | 16 de enero – Gillette Stadium | 16 de enero – Gillette Stadium | 16 de enero – Gillette Stadium |                                |                                |                                |                        |                        |  |  |            |            |            |
|  | 6                                    | N.Y. Jets                            | 17                                   |   |             | 16 de enero – Gillette Stadium | 16 de enero – Gillette Stadium | 16 de enero – Gillette Stadium |                                |                                |                                |                        |                        |  |  |            |            |            |
|  | 6                                    | N.Y. Jets                            | 17                                   | 6 | N.Y. Jets   | 28                             |                                |                                |                                |                                |                                |                        |                        |  |  |            |            |            |
|  | 3                                    | Indianapolis                         | 16                                   | 6 | N.Y. Jets   | 28                             |                                |                                | 23 de enero – Heinz Field      | 23 de enero – Heinz Field      | 23 de enero – Heinz Field      |                        |                        |  |  |            |            |            |
|  | 3                                    | Indianapolis                         | 16                                   | 1 | New England | 21                             |                                |                                | 23 de enero – Heinz Field      | 23 de enero – Heinz Field      | 23 de enero – Heinz Field      |                        |                        |  |  |            |            |            |
|  |                                      |                                      |                                      | 1 | New England | 21                             |                                |                                | 23 de enero – Heinz Field      | 23 de enero – Heinz Field      | 23 de enero – Heinz Field      |                        |                        |  |  |            |            |            |
|  |                                      |                                      |                                      |   |             |                                |                                |                                | 23 de enero – Heinz Field      | 23 de enero – Heinz Field      | 23 de enero – Heinz Field      |                        |                        |  |  |            |            |            |
|  | 9 de enero – Arrowhead Stadium       | 9 de enero – Arrowhead Stadium       | 9 de enero – Arrowhead Stadium       | 6 | N.Y. Jets   | 19                             |                                |                                |                                |                                |                                |                        |                        |  |  |            |            |            |
|  | 9 de enero – Arrowhead Stadium       | 9 de enero – Arrowhead Stadium       | 9 de enero – Arrowhead Stadium       | 6 | N.Y. Jets   | 19                             | 15 de enero – Heinz Field      |                                |                                |                                |                                |                        |                        |  |  |            |            |            |
|  | 9 de enero – Arrowhead Stadium       | 9 de enero – Arrowhead Stadium       | 9 de enero – Arrowhead Stadium       |   | 2           | Pittsburgh                     | 24                             |                                |                                |                                |                                |                        |                        |  |  |            |            |            |
|  | 9 de enero – Arrowhead Stadium       | 9 de enero – Arrowhead Stadium       | 9 de enero – Arrowhead Stadium       |   | 2           | Pittsburgh                     | 24                             |                                |                                |                                |                                |                        |                        |  |  |            |            |            |
|  | 5                                    | Baltimore                            | 30                                   |   |             |                                |                                |                                |                                |                                |                                |                        |                        |  |  |            |            |            |
|  | 5                                    | Baltimore                            | 30                                   | 5 | Baltimore   | 24                             |                                |                                |                                |                                |                                |                        |                        |  |  |            |            |            |
|  | 4                                    | Kansas City                          | 7                                    | 5 | Baltimore   | 24                             |                                |                                | 6 de febrero – Cowboys Stadium | 6 de febrero – Cowboys Stadium | 6 de febrero – Cowboys Stadium |                        |                        |  |  |            |            |            |
|  | 4                                    | Kansas City                          | 7                                    | 2 | Pittsburgh  | 31                             |                                |                                | 6 de febrero – Cowboys Stadium | 6 de febrero – Cowboys Stadium | 6 de febrero – Cowboys Stadium |                        |                        |  |  |            |            |            |
|  |                                      |                                      |                                      | 2 | Pittsburgh  | 31                             |                                |                                |                                | 6 de febrero – Cowboys Stadium | 6 de febrero – Cowboys Stadium |                        |                        |  |  |            |            |            |
|  |                                      |                                      |                                      |   |             |                                |                                |                                |                                | 6 de febrero – Cowboys Stadium | 6 de febrero – Cowboys Stadium |                        |                        |  |  |            |            |            |
|  | 9 de enero – Lincoln Financial Field | 9 de enero – Lincoln Financial Field | 9 de enero – Lincoln Financial Field | 2 | Pittsburgh  | 25                             |                                |                                |                                |                                |                                |                        |                        |  |  |            |            |            |
|  | 9 de enero – Lincoln Financial Field | 9 de enero – Lincoln Financial Field | 9 de enero – Lincoln Financial Field | 2 | Pittsburgh  | 25                             | 15 de enero – Georgia Dome     |                                |                                |                                |                                |                        |                        |  |  |            |            |            |
|  | 9 de enero – Lincoln Financial Field | 9 de enero – Lincoln Financial Field | 9 de enero – Lincoln Financial Field |   | 6           | Green Bay                      | 31                             |                                |                                |                                |                                |                        |                        |  |  |            |            |            |
|  | 9 de enero – Lincoln Financial Field | 9 de enero – Lincoln Financial Field | 9 de enero – Lincoln Financial Field |   | 6           | Green Bay                      | 31                             |                                |                                |                                |                                |                        |                        |  |  |            |            |            |
|  | 6                                    | Green Bay                            | 21                                   |   |             |                                |                                |                                |                                |                                |                                |                        |                        |  |  |            |            |            |
|  | 6                                    | Green Bay                            | 21                                   | 6 | Green Bay   | 48                             |                                |                                |                                |                                |                                |                        |                        |  |  |            |            |            |
|  | 3                                    | Philadelphia                         | 16                                   | 6 | Green Bay   | 48                             |                                |                                | 23 de enero – Soldier Field    | 23 de enero – Soldier Field    | 23 de enero – Soldier Field    |                        |                        |  |  |            |            |            |
|  | 3                                    | Philadelphia                         | 16                                   | 1 | Atlanta     | 21                             |                                |                                | 23 de enero – Soldier Field    | 23 de enero – Soldier Field    | 23 de enero – Soldier Field    |                        |                        |  |  |            |            |            |
|  |                                      |                                      |                                      | 1 | Atlanta     | 21                             |                                |                                | 23 de enero – Soldier Field    | 23 de enero – Soldier Field    | 23 de enero – Soldier Field    |                        |                        |  |  |            |            |            |
|  |                                      |                                      |                                      |   |             |                                |                                |                                | 23 de enero – Soldier Field    | 23 de enero – Soldier Field    | 23 de enero – Soldier Field    |                        |                        |  |  |            |            |            |
|  | 8 de enero – Qwest Field             | 8 de enero – Qwest Field             | 8 de enero – Qwest Field             | 6 | Green Bay   | 21                             |                                |                                |                                |                                |                                |                        |                        |  |  |            |            |            |
|  | 8 de enero – Qwest Field             | 8 de enero – Qwest Field             | 8 de enero – Qwest Field             | 6 | Green Bay   | 21                             | 16 de enero – Soldier Field    |                                |                                |                                |                                |                        |                        |  |  |            |            |            |
|  | 8 de enero – Qwest Field             | 8 de enero – Qwest Field             | 8 de enero – Qwest Field             |   | 2           | Chicago                        | 14                             |                                |                                |                                |                                |                        |                        |  |  |            |            |            |
|  | 8 de enero – Qwest Field             | 8 de enero – Qwest Field             | 8 de enero – Qwest Field             |   | 2           | Chicago                        | 14                             |                                |                                |                                |                                |                        |                        |  |  |            |            |            |
|  | 5                                    | New Orleans                          | 36                                   |   |             |                                |                                |                                |                                |                                |                                |                        |                        |  |  |            |            |            |
|  | 5                                    | New Orleans                          | 36                                   | 4 | Seattle     | 24                             |                                |                                |                                |                                |                                |                        |                        |  |  |            |            |            |
|  | 4                                    | Seattle                              | 41                                   | 4 | Seattle     | 24                             |                                |                                |                                |                                |                                |                        |                        |  |  |            |            |            |
|  | 4                                    | Seattle                              | 41                                   | 2 | Chicago     | 35                             |                                |                                |                                |                                |                                |                        |                        |  |  |            |            |            |
|  |                                      |                                      |                                      | 2 | Chicago     | 35                             |                                |                                |                                |                                |                                |                        |                        |  |  |            |            |            |

- Local en cada partido: El local en cada partido es el equipo mejor clasificado, el equipo de abajo en el cuadro, excepto en el Super Bowl que es un estadio neutral.

## Premios

### Premios semanales
Cada semana, FedEx y Pepsi otorgan los premios FedEx Air Player of the Week, FedEx Ground Player of the Week y Pepsi Rookie of the Week al mejor jugador aéreo, mejor jugador terrestre y mejor novato de la semana, respectivamente.
| Semana | FedEx Air Player of the Week          | FedEx Ground Player of the Week             | Pepsi Rookie of the Week                 |
| ------ | ------------------------------------- | ------------------------------------------- | ---------------------------------------- |
| 1      | QB Jay Cutler, Chicago Bears          | RB Arian Foster, Houston Texans             | WR Dexter McCluster, Kansas City Chiefs  |
| 2      | QB Matt Schaub, Houston Texans        | RB LeSean McCoy, Philadelphia Eagles        | RB Jahvid Best, Detroit Lions            |
| 3      | QB Michael Vick, Philadelphia Eagles  | RB Adrian Peterson, Minnesota Vikings       | TE Tony Moeaki, Kansas City Chiefs       |
| 4      | QB Kyle Orton, Denver Broncos         | RB LaDainian Tomlinson, New York Jets       | QB Sam Bradford, St. Louis Rams          |
| 5      | QB Shaun Hill, Detroit Lions          | RB Matt Forte, Chicago Bears                | QB Max Hall, Arizona Cardinals           |
| 6      | QB Kevin Kolb, Philadelphia Eagles    | RB Chris Ivory, New Orleans Saints          | RB Chris Ivory, New Orleans Saints       |
| 7      | QB Matt Ryan, Atlanta Falcons         | RB Darren McFadden, Oakland Raiders         | WR Dez Bryant, Dallas Cowboys            |
| 8      | QB Jason Campbell, Oakland Raiders    | RB Jamaal Charles, Kansas City Chiefs       | DT Ndamukong Suh, Detroit Lions          |
| 9      | QB Brett Favre, Minnesota Vikings     | RB Peyton Hillis, Cleveland Browns          | WR Jacoby Ford, Oakland Raiders          |
| 10     | QB Michael Vick, Philadelphia Eagles  | RB Fred Jackson, Buffalo Bills              | QB Tim Tebow, Denver Broncos             |
| 11     | QB Aaron Rodgers, Green Bay Packers   | RB Maurice Jones-Drew, Jacksonville Jaguars | PR Bryan McCann, Dallas Cowboys          |
| 12     | QB Matt Cassel, Kansas City Chiefs    | RB Peyton Hillis, Cleveland Browns          | QB Sam Bradford, St. Louis Rams          |
| 13     | QB Aaron Rodgers, Green Bay Packers   | RB Maurice Jones-Drew, Jacksonville Jaguars | LB Sean Lee, Dallas Cowboys              |
| 14     | QB Tom Brady, New England Patriots    | RB Darren McFadden, Oakland Raiders         | TE Rob Gronkowski, New England Patriots  |
| 15     | QB Michael Vick, Philadelphia Eagles  | RB Ray Rice, Baltimore Ravens               | TE Aaron Hernandez, New England Patriots |
| 16     | QB Josh Freeman, Tampa Bay Buccaneers | RB LeGarrette Blount, Tampa Bay Buccaneers  | QB Tim Tebow, Denver Broncos             |
| 17     | QB Josh Freeman, Tampa Bay Buccaneers | RB Arian Foster, Houston Texans             | TE Rob Gronkowski, New England Patriots  |

### Premios anuales
A final de temporada se entregan diferentes premios reconociendo el valor del jugador durante la temporada entera.
| Premio                       | Ganador        | Posición         | Equipo               |
| ---------------------------- | -------------- | ---------------- | -------------------- |
| Jugador defensivo del año    | Troy Polamalu  | Safety           | Pittsburgh Steelers  |
| Jugador ofensivo del año     | Tom Brady      | Quarterback      | New England Patriots |
| Entrenador del año           | Bill Belichick | Head Coach       | New England Patriots |
| Novato ofensivo del año      | Sam Bradford   | Quarterback      | St. Louis Rams       |
| Novato defensivo del año     | Ndamukong Suh  | Defensive tackle | Detroit Lions        |
| Regreso del año *            | Michael Vick   | Quarterback      | Philadelphia Eagles  |
| Jugador más valioso          | Tom Brady      | Quarterback      | New England Patriots |
| Jugador más valioso de la SB | Aaron Rodgers  | Quarterback      | Green Bay Packers    |

* El premio regreso del año (en inglés Comeback player of the year ) se otorga al jugador que después de tener una mala temporada, por lesiones o motivos extra-deportivos, resurge para cuajar una gran campaña. En este caso, Michael Vick fue acusado en 2007 de organizar peleas de perros ilegales, lo cual le llevó a ser condenado a prisión. El 20 de julio, salió de la cárcel por buen comportamiento, siendo fichado por los Philadelphia Eagles.